# Didier Crettenand
Didier Crettenand (Bovernier, Wallis kanton, 1986. február 24. –) svájci francia labdarúgó, az amerikai Orange County Blues középpályása.

## Pályafutása
A svájci szuperligás FC Sion csapatában kezdte futballpályafutását, ahol 128 alkalommal lépett pályára és 8 gólt szerzett.

## Sikerei, díjai
Sion
- Svájci kupa (3): 2005–06, 2008–09, 2010–11[1]